# Vệ Tĩnh bá
Vệ Tĩnh bá (chữ Hán: 衞靖伯), là vị vua thứ sáu của nước Vệ – chư hầu nhà Chu trong lịch sử Trung Quốc.
Vệ Tĩnh bá là con của Vệ Ốt bá – vua thứ năm nước Vệ. Sau khi Ốt bá mất, ông lên nối ngôi.
Sử sách không ghi chép sự kiện xảy ra liên quan tới nước Vệ trong thời gian ông làm vua.
Không rõ Vệ Tĩnh bá lên ngôi và mất năm nào. Sau khi ông mất, con ông là Vệ Trinh bá lên nối ngôi.